# Club Esportiu Europa
El Club Esportiu Europa es un club de fútbol español de la ciudad de Barcelona. Vinculado al barrio de Gracia, fue fundado en 1907 y es el vigente campeón del grupo III de la Segunda Federación y desde la temporada 2025-26 participará en la Primera Federación. Se trata de uno de los históricos del fútbol catalán y que cuenta con una importante masa social (2500 socios en la temporada 2024-25). Es conocido principalmente por su primer equipo de fútbol masculino, aunque en los últimos años el primer equipo femenino ha vivido diversos ascensos que lo han llevado a la Primera Federación Femenina.
El club vivió su mejor época en los años 1920. En la temporada 1922-23 fue finalista de la Copa del Rey, cayó por 1-0 ante el Athletic Club de Bilbao y fue uno de los diez equipos fundadores de la Liga española de fútbol, militó en las tres primeras temporadas de la Primera división española (1928-29, 1929-30 y 1930-31). Además, se impuso en el Campeonato de Cataluña de 1922-23 y fue subcampeón en seis ocasiones más. Posteriormente vivió dos nuevas épocas de esplendor: en los años 1960 militó en la Segunda división durante cinco temporadas (de 1963 a 1968) y se proclamó campeón de la Copa Cataluña en tres ocasiones (1997, 1998 y 2015).
El CE Europa también fue el anfitrión del primer partido de baloncesto que se disputó en España: fue el 8 de diciembre de 1922, venció al Laietà BC por 8 a 2. El club graciense fue uno de los mejores equipos de baloncesto de Cataluña durante los años 1920, ganó el Campeonato de Cataluña en dos ocasiones (1924 y 1926).
El club también cuenta con una amplia estructura de fútbol base, con más de 30 equipos federados.

## Historia
El CE Europa fue fundado el 5 de junio de 1907, de la fusión de dos modestos clubes de Gracia, el Provençal y el Madrid. Ante la dificultad económica de registrarse, decidieron tomar la plaza y nombre del Europa, que ya estaba inscrito y a punto de desaparecer. El acto de fundación se llevó a cabo en el ya desaparecido bar-bodega La Roca, en la calle Sicilia n.º 290 de Barcelona.

### Años 1910. Primeros pasos

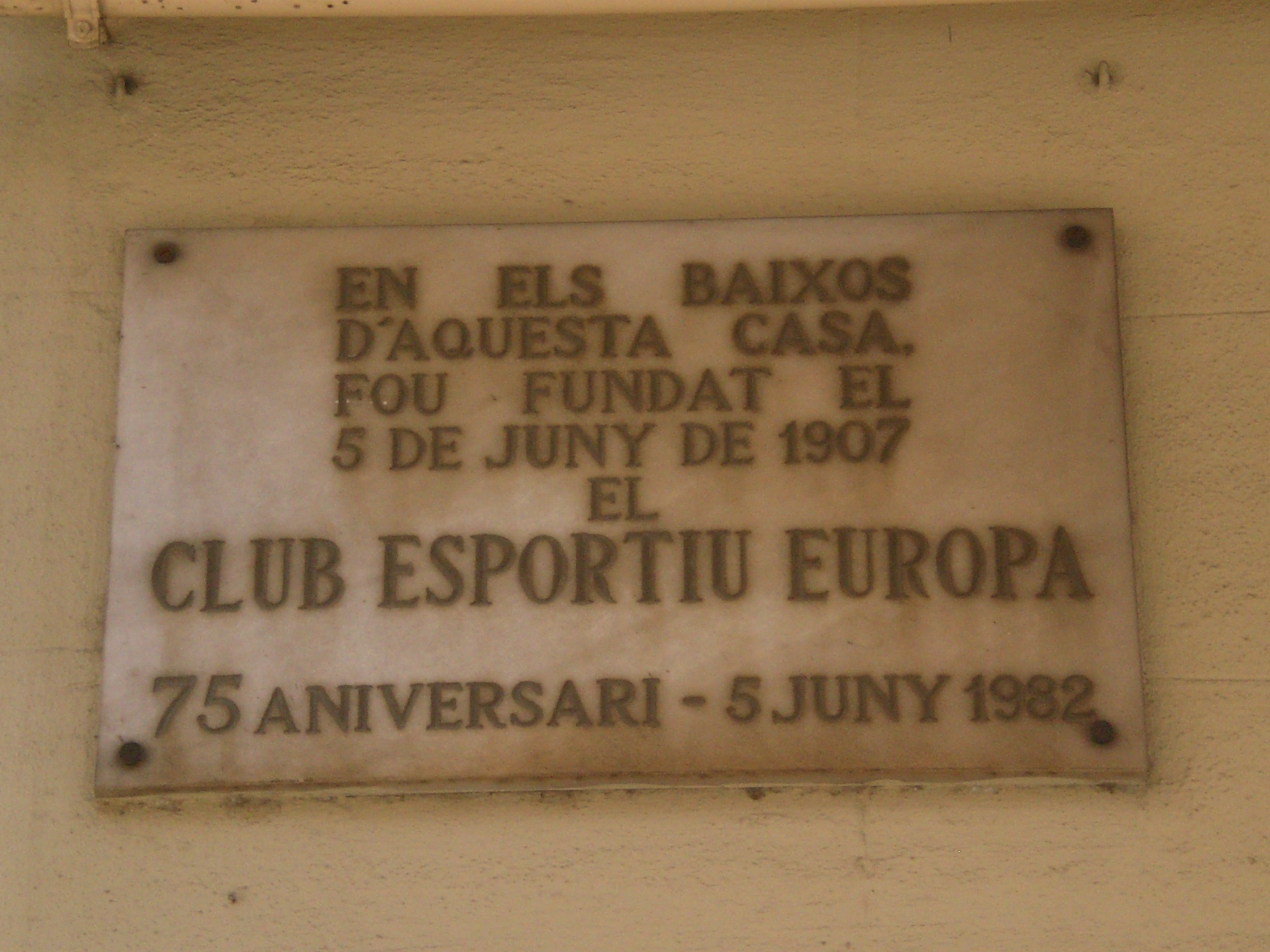
Placa conmemorativa de la fundación del CE Europa. Calle Sicilia, 290

Su concurso en competiciones oficiales empezó en la temporada 1909-10, participó en la segunda categoría del Campeonato de Cataluña, entonces la división más baja de dicho campeonato. A pesar de los pocos datos que nos han llegado, sabemos que pronto se colocó entre los equipos más destacados de la categoría y que disputó la eliminatoria final de ascenso a Primera categoría en las temporadas 1913-14, 1914-15 y 1915-16, aunque sin conseguirlo.
En la temporada 1917-18 el CE Europa jugó en tercera categoría, a causa de la división de la primera en dos categorías. Poco duró en este nivel, pues consiguió el ascenso a la nueva segunda categoría (entonces llamada Primera B) esa misma temporada. Y en la siguiente, la 1918-19, logró otro ascenso que le colocaba en la máxima división del fútbol catalán.

### Años 1920. Época dorada del Club
Durante esta década el CE Europa vivió sus años más esplendorosos. Se convirtió de facto en el segundo club de Cataluña, tan solo por detrás del FC Barcelona y por encima del RCD Español. Prueba de ello fue la regularidad demostrada con seis subcampeonatos del Campeonato de Cataluña (1920-21, 1921-22, 1923-24, 1926-27, 1927-28 y 1928-29) y un campeonato en la temporada 1922-23. Además, el 8 de diciembre de 1923 el Club inauguraba su nuevo terreno de juego: el Campo del Guinardó, con capacidad para 19 000 espectadores. En aquel momento era el segundo club de Cataluña con más socios, unos 6000, por detrás del FC Barcelona, y era una entidad polideportiva con secciones de atletismo, rugby, baloncesto y hockey.
El Campeonato de Cataluña 1922-23 le permitió participar en la Copa del Rey, entonces reservada a los campeones de los campeonatos territoriales, y que entonces era el principal título del fútbol español hasta la creación de la liga, en 1929. Después de eliminar al Sevilla FC en cuartos de final (4–0 y 1–2) y al Sporting de Gijón en semifinales (3–2 y 1–2) se clasificó para jugar la final contra el Athletic Club de Bilbao, que además se disputaría en Barcelona, en el Camp de Les Corts, el 13 de mayo de 1923. El CE Europa sucumbió por 1–0 en un partido en el que, según las crónicas, los europeístas estrellaron diez balones en los palos, para acabar sucumbió con un solitario gol que los bilbaínos anotaron en un contragolpe.
A pesar de la derrota, el subcampeonato de Copa permitió que el CE Europa fuese elegido como uno de los diez integrantes de la primera temporada de la Primera división de la liga española de fútbol, ya que para su confección fueron escogidos los campeones y subcampeones de la Copa del Rey hasta aquel momento. El primer partido del CE Europa en Primera división lo disputó en Madrid el 10 de febrero de 1929 contra el Real Madrid, sucumbió por 5-0. Una semana después conseguiría en Barcelona su primera victoria por 5-2 sobre el Arenas de Getxo.
El CE Europa permaneció tres temporadas consecutivas en Primera división (1928-29, 1929-30 y 1930-31), hasta perder la categoría al término de la temporada 1930-31. En su primera temporada en primera destacaron un 4–1 contra el Atlético de Madrid y un 5–2 contra el Real Madrid, ambos como equipo local. En la temporada 1929-30 destacaron un 1–2 conseguido contra el RCD Español en su campo de Sarrià y un 2–0 en casa contra el Atlético de Madrid. Finalmente, en la temporada 1930-31 destacaron los dos partidos jugados contra el FC Barcelona: un empate 2–2 como local y una victoria por 0–2 en Les Corts.

### Años 1930. Crisis económica y deportiva
A principios de los años 1930 el CE Europa empezaba a padecer intensamente una fuerte crisis generada por los gastos causados por la participación en la Liga española y el auge del profesionalismo, que afectó a muchos otros clubes. Para sobrevivir, a principios de la temporada 1931-32 el Club llegó a un acuerdo de fusión con el Gracia FC, otro club histórico que con el nombre de FC España también había sido subcampeón de la Copa del Rey. El nuevo equipo llevó el nombre de Catalunya FC, que tuvo corta vida: fue colista en el Campeonato de Cataluña y fue disuelto antes de terminar la temporada 1931-32 de Segunda división cuando el equipo ya estaba condenado al descenso. Además, el Club se vio forzado a desprenderse de su estadio: el Campo del Guinardó, así como de gran parte de sus jugadores, a los cuales debía varias mensualidades.
Sin embargo, aquella misma temporada el CE Europa había mantenido un equipo amateur que compitió en la tercera categoría del Campeonato de Cataluña y conservó el nombre y los distintivos de la entidad y pudo continuar su historia en las categorías amateurs. Lentamente, el Club fue recuperando terreno: en la temporada 1933-34 logró el ascenso a segunda categoría y en la 1935-36 estuvo a un paso de optar al ascenso a primera categoría.
Con el estallido de la Guerra Civil las competiciones futbolísticas continuaron, a pesar de las dificultades. Durante este periodo el equipo consiguió ascender a la primera categoría en la temporada 1936-37 y hacia el final de la guerra su estadio fue un desguace militar. Las nuevas autoridades anularon los resultados de las competiciones jugadas en la España republicana durante la guerra, con lo que el CE Europa volvió a la segunda categoría que ostentaba en la temporada 1935-36.
En la temporada 1939-40 del Campeonato de Cataluña el equipo acabó segundo, pero no tuvo opciones de ascender a primera porque los campeonatos regionales desaparecieron aquel año en detrimento de la Liga española de fútbol y las divisiones regionales que los sustituyeron. Además, tuvo que jugar en campos de otros clubes, como el FC Martinenc, UE Sant Andreu y la UE Sants, ya que su campo había quedado definitivamente inutilizado.

### Años 1940. Periplo en categorías regionales

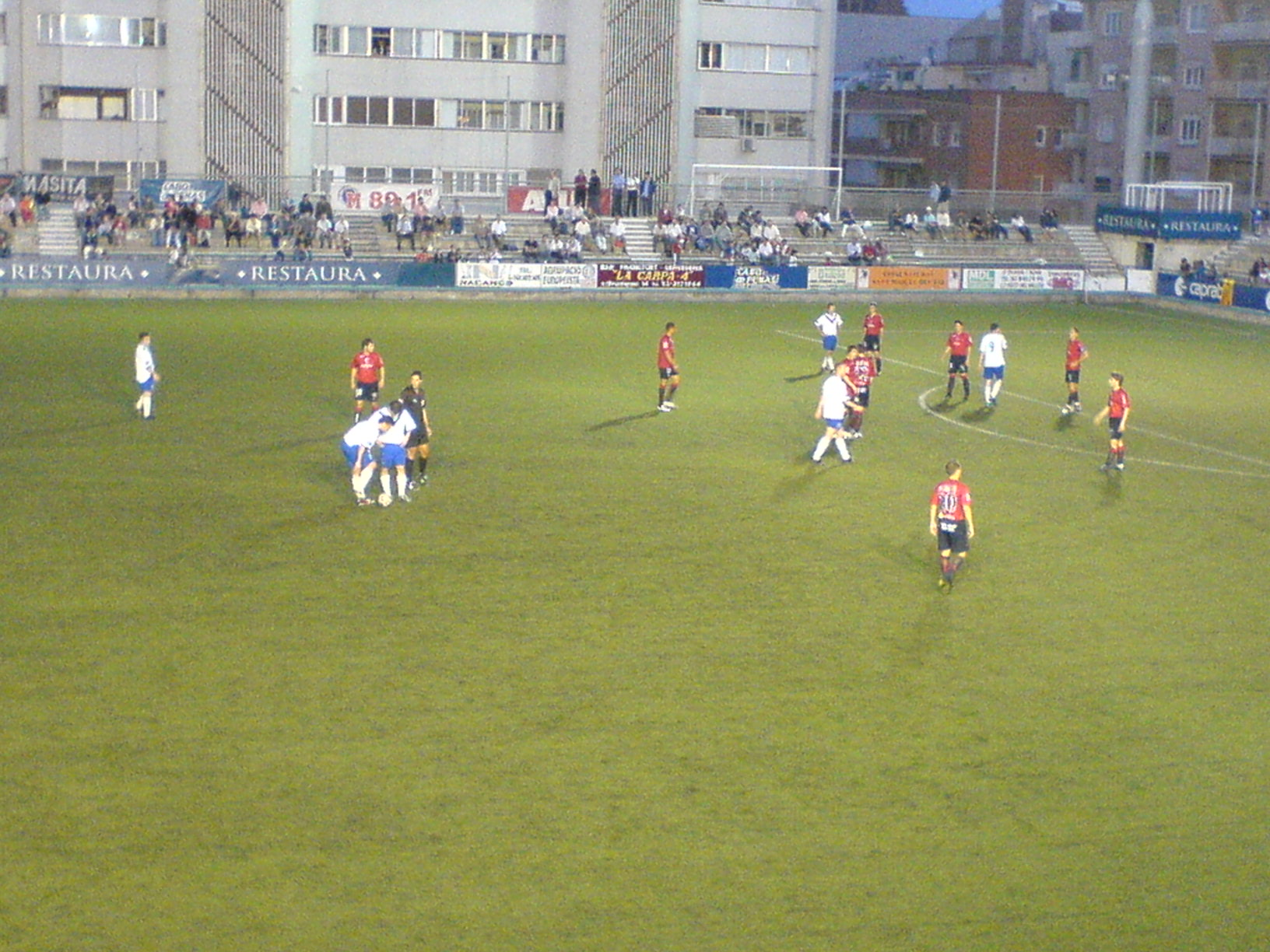
Partido del centenario entre CE Europa y CA Osasuna (5 de junio de 2007)

Después de la desaparición del Campeonato de Cataluña, en la temporada 1940-41 el CE Europa fue ubicado en la Primera A regional catalana, categoría inmediatamente inferior a la Tercera División. Los resultados deportivos no fueron buenos, ya que el equipo descendió de categoría aquel mismo año. En cambio, socialmente el club vivió una alegría: la inauguración de su nuevo campo de Sardenya el 1 de diciembre de 1940.
Después de dos temporadas en Primera B el club volvió a Primera A y se mantuvo entre las temporadas 1943-44 y 1950-51 con resultados de media tabla.

### Años 1950. Retorno a la Tercera División
En la temporada 1950-51 el CE Europa hizo un campeonato perfecto, quedó campeón y ascendió por primera vez a Tercera División. Entre las temporadas 1951-52 y 1960-61 el equipo mantuvo la categoría sin problemas y rondó casi siempre la zona media-alta de la clasificación, aunque sin llegar a optar al ascenso a Segunda División.

### Años 1960. Ascenso a Segunda División
A principios de los años 1960 el CE Europa logró los dos únicos campeonatos de Tercera División que posee, en las temporadas 1961-62 y 1962-63, lo cual le dio derecho a jugar las eliminatorias de ascenso a Segunda División. En la temporada 1961-62 cayó ante la UP Langreo y quedó eliminado. En cambio, en la temporada 1962-63 se impuso a la UD Mahón (4–0 y 2–2) y al Caudal Deportivo (1–1 y 6–2) y se convirtió en nuevo equipo de Segunda división.
En esta categoría se mantuvo cinco temporadas consecutivas, de la 1963-64 a la 1967-68. En estos años, considerados la segunda época dorada del Club, destaca especialmente la temporada 1963-64: en la liga se clasificó en tercer lugar, a la puertas de la promoción a Primera División. También destaca la temporada 1966-67 por su papel en la Copa del Generalísimo, en la que alcanzó los octavos de final después de eliminar al vigente campeón copero, el Real Zaragoza. Aquella misma temporada el CE Europa consiguió un meritorio sexto puesto en la liga.
Una reestructuración federativa después de la temporada 1967-68, que reducía la Segunda división de dos grupos a uno, se llevó por delante al conjunto europeísta y lo devolvió a la Tercera División.

### Años 1970 y 1980. Tiempos difíciles
Después del descenso a Tercera división, el CE Europa hizo algunas temporadas rondando los primeros puestos. Pero a partir de la temporada 1971-72 sus resultados empeoraron sensiblemente hasta acabar descendiendo a la Regional Preferente en la temporada 1973-74. Fueron momentos muy duros para el Club, que no consiguió recuperar la Tercera división hasta tres temporadas después, en la 1976-77.
A pesar de ello, el Club seguía ocupando la zona media-baja de la clasificación temporada tras temporada y el riesgo de un nuevo descenso a Regional Preferente se consumó nuevamente al término de la temporada 1985-86. Nuevamente el equipo tardó tres temporadas más en recuperarse, e incluso en la temporada 1986-87 tuvo más cerca del descenso que del ascenso. Después de muchas dificultadas, el Club recuperó la Tercera división al término de la temporada 1988-89.
Durante la temporada 1985-86 el Club catalanizó su nombre oficial de Club Deportivo Europa a Club Esportiu Europa, aunque hasta 1939 el Club con frecuencia era llamado en catalán como Club Deportiu Europa.

### Años 1990. Edad de plata del Club
Una vez recuperada la Tercera División, la temporada 1989-90 fue prometedora con un CE Europa que optó al ascenso directo a Segunda B en dura pugna con la UE Sant Andreu, aunque finalmente cedió hasta el quinto lugar. Pareció ser un espejismo, pues en las temporadas siguientes volvió a rondar los lugares bajos de la clasificación, muy cerca del descenso.
Además, desde 1992 el equipo se vio forzado a jugar sus partidos fuera de su campo: el Ayuntamiento de Barcelona, titular de los terrenos, decidió reconstruir totalmente las instalaciones del estadio, que fue derribado en su totalidad. Las obras incluyeron la construcción de un aparcamiento subterráneo bajo el terreno del juego y un polideportivo anexo en la calle Cerdeña, además de dotar al campo de todos los equipamientos de un estadio moderno como la instalación de césped artificial. Mientras tanto, el CE Europa jugó sus partidos como local en el campo del FC Martinenc primero, y ya en Segunda B, en el campo de la UA Horta, ambos de tierra.
La dinámica deportiva del equipo cambió radicalmente a partir de la temporada 1993-94. El CE Europa se clasificó en cuarto lugar, y con ello el derecho a jugar la promoción de ascenso a Segunda B. En dura lucha con el CD Roldán murciano, el CD Montuiri balear y especialmente el Pinoso CF, el equipo logró el ascenso a Segunda División B.
La temporada 1994-95 en la categoría de bronce fue deportivamente un suplicio, ya que el Club todavía no podía jugar sus partidos como local en su campo ni podía competir con presupuestos mucho más altos que el suyo. Pronto se vio que el retorno a Tercera División era inevitable, como así fue.
Pero no todo eran malas noticias aquella temporada: el estadio de Sardenya, rebautizado como Nou Sardenya, era inaugurado solemnemente el 4 de mayo de 1995. Ya era tarde para ayudar al equipo a mantenerse en Segunda División B (de hecho, el equipo no llegó a jugar hasta la temporada siguiente); pero supuso un revulsivo para las temporadas siguientes y un impulso para la entidad en todos los sentidos. El 15 de agosto de ese mismo año, y coincidiendo con la Fiesta Mayor de Gracia, el CE Europa jugó su primer partido oficial: la primera edición del Trofeo Vila de Gràcia ante la UE Lleida, que se llevó el trofeo (0–1).
Después de la inauguración del Nou Sardenya, el CE Europa volvió a clasificarse para la fase de ascenso en las temporadas 1995-96, 1996-97, 1998-99 y 2000-01, aunque siempre sin éxito. Además empezó a celebrarse el Trofeo Vila de Gràcia, que después de 18 ediciones se ha convertido en un clásico de pretemporada. Durante esos años también se pusieron los cimientos de la escuela de fútbol base, cuyo crecimiento sería constante año tras año.

#### Un bienio inolvidable: la Copa Cataluña (1997 y 1998)
El hito más relevante de esta década es el brillante papel del CE Europa en las ediciones 1996-97 y 1997-98 de la Copa Cataluña, en las cuales se enfrentó y doblegó a sus antaño rivales deportivos directos: FC Barcelona, RCD Español y CE Sabadell.
En la temporada 1996-97 batió en una semifinal a tres al CE Sabadell (1–0) y al RCD Español (0–0) en la Nova Creu Alta (el empate a cero entre CE Sabadell y RCD Español clasificó a los gracienses). En la final jugada en el campo del CE L'Hospitalet, el CE Europa venció al FC Barcelona (3–1) en un partido apoteósico para la familia escapulada. En aquel momento el FC Barcelona era el reciente campeón de la Recopa de Europa.
En la temporada 1997-98 volvió a lograr una gesta que parecía imposible repetir. En la semifinal, jugada en el Nou Sardenya, doblegó al RCD Español (2–0). Y en la final jugada en el Mini Estadi, nuevamente contra el FC Barcelona, el CE Europa consiguió resistir y empatar (1–1) para acabar imponiéndose en la tanda de penaltis (4–3). El FC Barcelona acababa de conseguir el doblete de Liga y Copa, pero no pudo con la tenacidad europeísta.

### Años 2000 y 2010. Crecimiento a todos los niveles
Durante la primera década del siglo XXI el primer equipo del CE Europa volvió a obtener resultados más bien discretos en Tercera división, rondando los puestos de descenso hasta consumarse la pérdida de categoría en la temporada 2003-04. En esta ocasión el tránsito por categoría regional fue tan solo de una temporada (2004-05), después de la cual el equipo ha vuelto a ocupar puestos intermedios de la tabla clasificatoria hasta la actualidad, sin que peligrase su permanencia en la categoría.
En cambio, desde 2001 el Club ha vivido un crecimiento constante en el resto de facetas. El fútbol base ha continuado su expansión, alcanzó en 2013 hasta 30 equipos federados. Su actividad se amplió en la temporada 2001-02 con la inclusión de un segundo estadio a la infraestructura deportiva: el Camp de l'Àliga. En 2001 se incorporó al Club el fútbol femenino, que también desarrolló su propia estructura de fútbol base. Se formaron nuevas peñas y aumentó su participación en la animación, más allá del primer equipo, y participación social. A partir de 2001 nacieron los principales medios de comunicación del Club: página web (2001) televisión (2003), radio (2008) y revista (2010). Finalmente se fundaron las secciones de baloncesto y fútbol sala y se recuperó el antiguo carácter polideportivo de la entidad, aunque desaparecieron posteriormente.
Durante la temporada 2007-08 el CE Europa celebró el centenario de su fundación. Entre los actos conmemorativos se disputó el 5 de junio de 2007 en el Nou Sardenya el encuentro del centenario contra el CA Osasuna, que terminó 1–2 para los navarros.

### Primeros años 2010. Vuelta al primer nivel deportivo

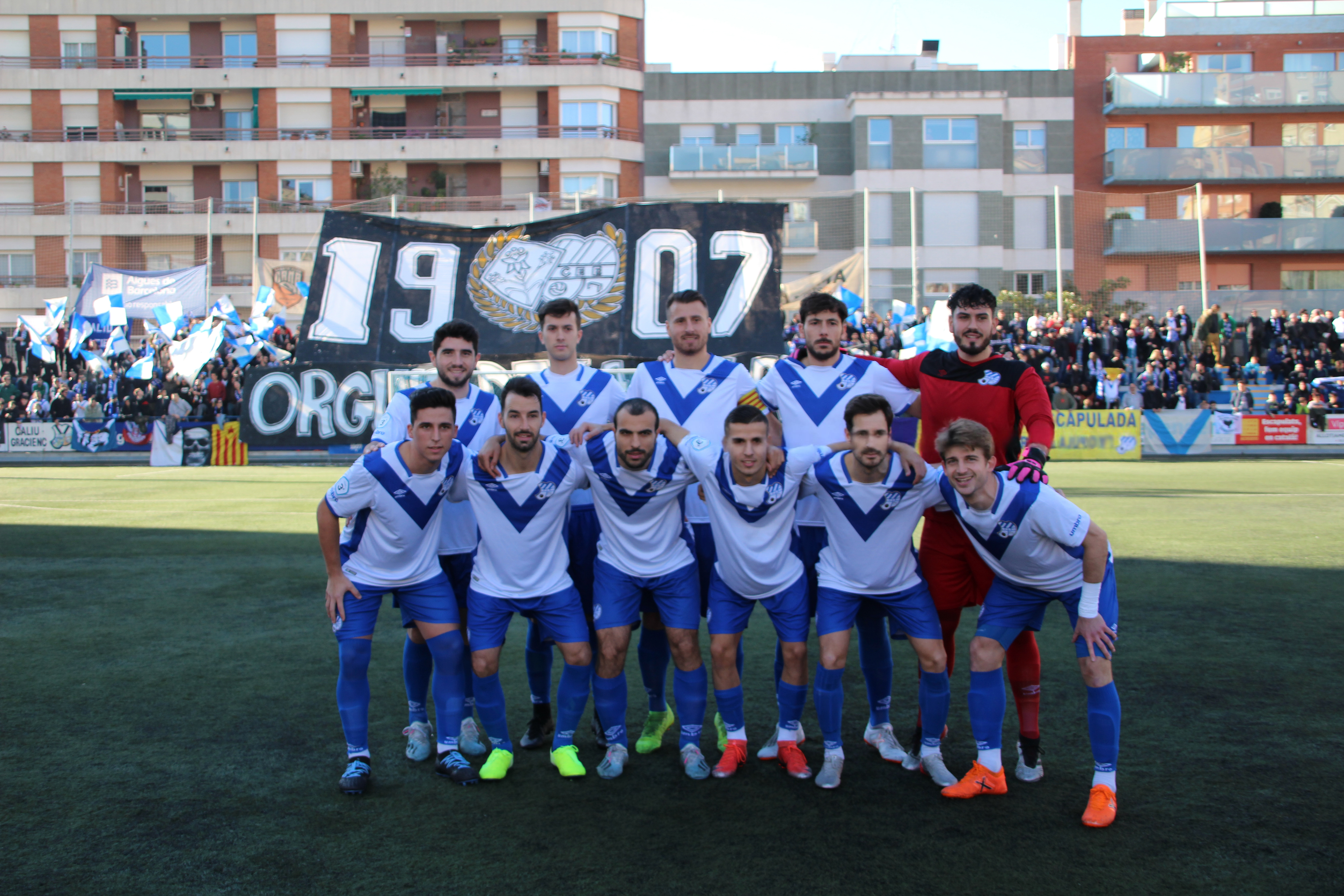
Alineación del CE Europa en un partido de la temporada 2019-20.

Desde 2012, y después de varias temporadas con resultados medianos en Tercera división, el CE Europa ha vuelto a rondar las posiciones de privilegio. Desde entonces se ha clasificado cuatro veces consecutivas para la fase de ascenso a Segunda División B, consistente en superar tres eliminatorias contra otros tantos equipos del resto de grupos de la Tercera división. Hasta el momento el CE Europa no ha conseguido ir más allá de la segunda eliminatoria y, por tanto, continúa en Tercera división.
En la temporada 2012-13 el equipo acabó la liga en tercera posición y se clasificó para jugar la promoción de ascenso después de doce temporadas de ausencia. En la primera eliminatoria se emparejó con el Arandina CF, perdió primero en casa (0–1) y la vuelta en Aranda de Duero (2–0), y quedó en consecuencia eliminado.
En la temporada 2013-14 el CE Europa repitió resultado, se clasificó por segundo año consecutivo para promoción de ascenso. En la primera eliminatoria quedó emparejado con la UD Mutilvera. Ganó el primer partido en casa (1–0) y empató en Mutilva (0–0), con lo cual pasó ronda. En la segunda eliminatoria se enfrentó a la UD Socuéllamos de Castilla-La Mancha, primero en casa (0–0) y después en Socuéllamos (2–0), quedó eliminado.
En la temporada 2014-15 el equipo vuelve a quedar tercero en la fase regular. En la promoción de ascenso quedó emparejado en la primera eliminatoria con el Jerez CF, ganó el primer partido en casa (1–0) y perdió la vuelta en Jerez de los Caballeros (2–0). Por tanto, eliminado.
En la temporada 2015-16 se logra una nueva tercera plaza final. En la promoción de ascenso le tocó en sorteo el San Fernando CDI, con el cual empató en la ida jugada en San Fernando (1–1) y perdió en casa (2–3), quedó eliminado por cuarta vez consecutiva.

#### Participación en la Copa Cataluña (2015)
Después de las temporadas 1996-97 y 1997-98 el CE Europa volvió a trazar un brillante recorrido en la competición regional al batir a los tres equipos catalanes de Segunda División A. En cuartos de final se impuso con contundencia al FC Barcelona B en el Nou Sardenya (3–0) y en semifinales al CE Sabadell, en el mismo escenario (3–0). En la final, también disputada en el Nou Sardenya, se impuso al Girona FC (2–1) logró así su tercer título en la competición.

### Finales de años 2010. Sin grandes novedades
Tras clasificarse tercero en la liga y disputar la fase de ascenso a Segunda División B sin éxito durante cuatro temporadas consecutivas, el equipo bajó su rendimiento.
La temporada 2016-17 fue deportivamente mala e incluso se sufrió por la permanencia en Tercera división hasta las últimas jornadas de la competición, quedando finalmente duodécimo clasificado.
Las dos temporadas siguientes fueron deportivamente mejores y el CE Europa transitó por los puestos altos de la clasificación, pero sin conseguir ubicarse entre los cuatro mejores clasificados. Así, en la temporada 2017-18 terminó octavo clasificado y en la 2018-19, sexto. Fueron temporadas tranquilas deportivamente, pero con opciones escasas de optar al ascenso que finalmente no se pudieron materializar.
La temporada 2019-20 fue prometedora desde el principio. Después de un inicio irregular, el equipo fue progresando hasta colocarse entre los primeros clasificados y alcanzar las posiciones de fase de ascenso cuando la temporada fue interrumpida por culpa de la crisis de la COVID-19 a falta de 10 jornadas por disputarse. Luego la competición fue definitivamente cancelada y el CE Europa terminó oficialmente en la tercera posición que entonces ocupaba. La Federació Catalana de Futbol estableció una fase de ascenso rápida para finalizar la competición entre los cuatro primeros clasificados de la liga de Tercera división en formato de semifinales y partido único en Badalona, en la que el campeón ascendería a Segunda División B. El CE Europa (tercero) quedó emparejado con el Terrassa FC (segundo) en una de las semifinales, pero quedó eliminado (1–0).

### Primeros años 2020. En trayectoria ascendente
La temporada 2020-21 se disputó de manera distinta a lo habitual como consecuencia de la COVID-19, por lo que la temporada fue dividida en dos fases, en la primera etapa los equipos participantes fueron divididos en dos subgrupos de 11 clubes cada uno. El Europa fue colocado en el Subgrupo A, el 25 de octubre de 2020 inició la temporada con una victoria por 1-0 ante el FC Vilafranca, durante toda la primera fase el equipo demostró buenas sensaciones que le llevaron a terminar en la primera posición del subgrupo con 44 puntos, por lo que pudo acceder a la etapa por el ascenso directo a la nueva Segunda División RFEF. En la segunda fase de la temporada, el Europa compartió grupo con Vilafranca, Terrassa, Girona "B", Granollers y Cerdanyola del Vallès FC, en una liguilla de seis partidos en la cual solo se enfrentaría contra clubes del Subgrupo B. Luego de dos victorias en las primeras jornadas de la fase, el 25 de abril de 2021 el Europa debía ganar al Cerdanyola para asegurar el ascenso a la nueva categoría, finalmente los escapulados derrotaron por 4-2 al equipo rival y de esta forma lograron la promoción de categoría 26 años después. El 9 de mayo el club se convirtió en el campeón absoluto de la Temporada 2020-21 al derrotar por 3-1 al Girona "B".
El equipo debutó en la Segunda División RFEF en la temporada 2021-22, en su primer partido el Europa igualó a dos goles con el Club Deportivo Teruel. Sin embargo, posteriormente el equipo entró en una dinámica negativa ante la complejidad de su nueva categoría, por lo que en unas pocas semanas se metió en la lucha por la permanencia, tras 19 jornadas David Vilajoana fue cesado de su cargo tras caer por 3-0 ante el Club Deportivo Ebro. Posteriormente Gerard Albadalejo fue nombrado como nuevo entrenador con el objetivo de buscar la permanencia de los escapulados en la Segunda RFEF, sin embargo, aunque Albadalejo mejoró un poco la situación del equipo, los demás clubes involucrados en la lucha también hicieron lo mismo y el Europa firmó su descenso faltando dos jornadas para finalizar la temporada.
Albadalejo dejó el cargo al finalizar la temporada 2021-22 debido a que su continuidad estaba condicionada a lograr permanencia en Segunda RFEF. De cara a la temporada 2022-23 el Europa ascendió a Ignasi Senabre al puesto de entrenador del primer equipo, luego de haber tenido un buen desempeño al frente del equipo Juvenil "A" del club. Con Senabre al frente conservó a varios elementos de la temporada anterior, el Europa empezó a dominar con cierta facilidad el Grupo V de la Tercera Federación, por lo que llegó a tener una ventaja de ocho puntos ante la Unió Esportiva Sant Andreu, segundo lugar del grupo, aunque en la parte final de la temporada el Europa estuvo cerca de perder el primer puesto, finalmente, el 23 de abril de 2023 los escapulados consiguieron el campeonato de la Tercera Federación y su regreso a la Segunda RFEF tras un año de ausencia, luego de derrotar por 2-0 al Club de Fútbol Montañesa.
Durante la temporada 2023-24, el Europa tuvo un desempeño completamente diferente al demostrado dos años antes en la ahora llamada Segunda Federación, desde las primeras jornadas los escapulados se colocaron en la pelea por las posiciones de play-off de ascenso a Primera RFEF, logró superar el contratiempo generado por la salida de Ignasi Senabre como entrenador debido a cuestiones administrativas, cedió su puesto a Ramon Gatell, el cambio de timón no afectó a la plantilla, la cual llegó a alcanzar la cima del Grupo 3 entre las jornadas 19 y 21, finalmente los escapulados terminaron la temporada en la segunda posición a dos puntos del Hércules de Alicante, campeón del grupo. Al finalizar en segundo lugar el Europa se clasificó a la promoción de ascenso, en la semifinal el equipo fue emparejado con el Betis Deportivo Balompié, los escapulados cayeron por 2-0 en Sevilla, mientras que en el Nou Sardenya fueron derrotados por 1-3, por lo que se perdió la posibilidad de hilar un segundo ascenso consecutivo, aunque cerrando una buena temporada para los europeístas, quienes también vieron incrementada su relación con la Vila de Gràcia y una mejora en su reconocimiento fuera de su zona de origen al ser visto uno de los nuevos clubes considerados como cercanos a los postulados del llamado fútbol popular.
En la temporada 2024-25 el Europa tuvo un inicio titubeante, en un principio el club apostó por Aday Benítez como su nuevo entrenador, sin embargo, antes de empezar la competición fue obligado a abandonar el puesto al no contar con la titulación necesaria, su lugar en el banquillo fue ocupado por Alberto González, dejó a Aday como un entrenador en prácticas. Esa crisis hizo que el club ocupara posiciones de descenso a Tercera RFEF durante las primeras dos jornadas de la campaña, posteriormente el equipo escapulado comenzó a tener un tímido crecimiento en su desempeño, finalizó la primera vuelta cerca de las posiciones de play-off de ascenso. Para la segunda vuelta, ya con Benítez ocupando la posición principal en el banquillo, el club finalmente logró afianzarse en los puestos de promoción, alcanzó la primera plaza del grupo en la jornada 20 y comenzó una pugna con el Sant Andreu por quedarse con la cima del grupo, ya que desde esa jornada ambos equipos fueron los únicos que lograron ocupar el primer lugar. Finalmente, tras la jornada 27 el Europa se apoderó del liderato sin abandonarlo en el resto de la temporada, en consecuencia el 27 de abril de 2025 el equipo escapulado consiguió su ascenso a Primera Federación tras derrotar al Elche Ilicitano con un marcador de 0-1, lo que sumado a la derrota del Sant Andreu ante el Valencia Mestalla significó el título del Grupo 3 de Segunda Federación para el Club Esportiu Europa.

### Segunda mitad de los años 2020. Las complejidades del crecimiento
Tras el ascenso a Primera Federación y antes de iniciar la temporada deportiva el Europa comenzó a enfrentar las complejidades de su nueva categoría. Primero la incertidumbre por contar con un estadio adecuado para la división, ya que el Nou Sardenya no cumple con la normativa de la RFEF al estar equipado con un campo artificial, cuando el reglamento exige césped natural, algo que no puede remediarse en el corto plazo debido a que en el subsuelo del estadio se encuentra un aparcamiento. En esas condiciones el Europa únicamente puede jugar la primera mitad de la temporada en su campo habitual, el club solicitó una moratoria de doce meses por parte de la RFEF, la cual fue denegada, posteriormente presentó un recurso judicial para conseguir una dispensa que le permita jugar toda la temporada 2025-26 en Gràcia. Sin embargo, en caso de no conseguir la victoria por la vía judicial el equipo se trasladará a jugar a Can Dragó, un complejo deportivo localizado en el distrito barcelonés de Nou Barris, a cuatro kilómetros de distancia de su sede habitual.
Por otro lado, ante una mayor necesidad de recursos financieros el club inició una campaña de micromecenazgo para conseguir los fondos necesarios para el sostenimiento del Europa durante la temporada, la iniciativa llegó a contar con el apoyo de medios de comunicación, personalidades del deporte e incluso de clubes de la Primera División como el Athletic Club.

### Clasificaciones en el Campeonato de Cataluña
| - 1907 a 1909: No participó - 1909-10: 2.ª Categoría (3.º) - 1910-11: 2.ª Categoría - 1911-12: 2.ª Categoría (2.º) - 1912-13: 2.ª Categoría (4.º) - 1913-14: 2.ª Categoría (2.º) - 1914-15: 2.ª Categoría (3.º) - 1915-16: 2.ª Categoría (2.º) | - 1916-17: 2.ª Categoría (a) - 1917-18: 3.ª Categoría (1.º) - 1918-19: 2.ª Categoría (1.º) - 1919-20: 1.ª Categoría (5.º) - 1920-21: 1.ª Categoría (2.º) - 1921-22: 1.ª Categoría (2.º) - 1922-23: 1.ª Categoría (1.º) - 1923-24: 1.ª Categoría (2.º) | - 1924-25: 1.ª Categoría (5.º) - 1925-26: 1.ª Categoría (4.º) - 1926-27: 1.ª Categoría (2.º) - 1927-28: 1.ª Categoría (2.º) - 1928-29: 1.ª Categoría (2.º) - 1929-30: 1.ª Categoría (3.º) - 1930-31: 1.ª Categoría (4.º) - 1931-32: 1.ª Categoría (8.º) (b) | - 1932-33: 3.ª Categoría (3.º) - 1933-34: 3.ª Categoría (1.º) - 1934-35: 2.ª Categoría (8.º) - 1935-36: 2.ª Categoría (3.º) - 1936-37: 2.ª Categoría (2.º) - 1937-38: 1.ª Categoría (4.º) - 1938-39: No se disputó (c) - 1939-40: 2.ª Categoría (2.º) |

(a) fruto de una reestructuración de la primera categoría que se divide en dos grupos, el CE Europa pasa de segunda a tercera categoría.
(b) el club compite como Catalunya FC y desaparece antes de acabar la temporada.
(c) las competiciones jugadas durante la Guerra Civil son invalidadas y el ascenso de la temporada 1936-37 queda sin efecto

### Clasificaciones en la Liga española
Contando la temporada 2014-15 el CE Europa ha militado un total de 61 temporadas en categorías nacionales: tres en Primera División, seis en Segunda División, una en Segunda División B y 52 temporadas en Tercera División, además de un total de 18 temporadas en divisiones regionales bajo diversas denominaciones.
| - 1928-29: 1.ª División (8.º) - 1929-30: 1.ª División (9.º) - 1930-31: 1.ª División (10.º) - 1931-32: 2.ª División (10.º) (a) - 1932-33: No participó - 1933-34: No participó - 1934-35: No participó - 1935-36: No participó - 1939-40: No participó - 1940-41: 1.ª Catalana A (9.º) - 1941-42: 1.ª Catalana B (12.º) - 1942-43: 1.ª Catalana B (1.º) - 1943-44: 1.ª Catalana A (8.º) - 1944-45: 1.ª Catalana A (6.º) - 1945-46: 1.ª Catalana A (7.º) - 1946-47: 1.ª Catalana A (10.º) - 1947-48: 1.ª Catalana A (6.º) - 1948-49: 1.ª Catalana A (11.º) - 1949-50: 1.ª Catalana A (8.º) - 1950-51: 1.ª Catalana A (1.º) - 1951-52: 3.ª División (9.º) - 1952-53: 3.ª División (5.º) - 1953-54: 3.ª División (4.º) - 1954-55: 3.ª División (9.º) | - 1955-56: 3.ª División (4.º) - 1956-57: 3.ª División (4.º) - 1957-58: 3.ª División (3.º) - 1958-59: 3.ª División (5.º) - 1959-60: 3.ª División (10.º) - 1960-61: 3.ª División (5.º) - 1961-62: 3.ª División (1.º) - 1962-63: 3.ª División (1.º) - 1963-64: 2.ª División (3.º) - 1964-65: 2.ª División (13.º) - 1965-66: 2.ª División (14.º) - 1966-67: 2.ª División (6.º) - 1967-68: 2.ª División (14.º) - 1968-69: 3.ª División (6.º) - 1969-70: 3.ª División (4.º) - 1970-71: 3.ª División (5.º) - 1971-72: 3.ª División (16.º) - 1972-73: 3.ª División (10.º) - 1973-74: 3.ª División (18.º) - 1974-75: Reg. Preferente (4.º) - 1975-76: Reg. Preferente (6.º) - 1976-77: Reg. Preferente (1.º) - 1977-78: 3.ª División (11.º) - 1978-79: 3.ª División (17.º) | - 1979-80: 3.ª División (16.º) - 1980-81: 3.ª División (17.º) - 1981-82: 3.ª División (13.º) - 1982-83: 3.ª División (11.º) - 1983-84: 3.ª División (6.º) - 1984-85: 3.ª División (4.º) - 1985-86: 3.ª División (15.º) - 1986-87: Reg. Preferente (12.º) - 1987-88: Reg. Preferente (5.º) - 1988-89: Reg. Preferente (2.º) - 1989-90: 3.ª División (5.º) - 1990-91: 3.ª División (13.º) - 1991-92: 3.ª División (16.º) - 1992-93: 3.ª División (14.º) - 1993-94: 3.ª División (4.º) - 1994-95: 2.ª División B (19.º) - 1995-96: 3.ª División (2.º) - 1996-97: 3.ª División (4.º) - 1997-98: 3.ª División (8.º) - 1998-99: 3.ª División (3.º) - 1999-00: 3.ª División (6.º) - 2000-01: 3.ª División (3.º) - 2001-02: 3.ª División (17.º) - 2002-03: 3.ª División (14.º) | - 2003-04: 3.ª División (17.º) - 2004-05: 1.ª Catalana (2.º) - 2005-06: 3.ª División (13.º) - 2006-07: 3.ª División (14.º) - 2007-08: 3.ª División (11.º) - 2008-09: 3.ª División (11.º) - 2009-10: 3.ª División (8.º) - 2010-11: 3.ª División (7.º) - 2011-12: 3.ª División (16.º) - 2012-13: 3.ª División (3.º) - 2013-14: 3.ª División (3.º) - 2014-15: 3.ª División (3.º) - 2015-16: 3.ª División (3.º) - 2016-17: 3.ª División (12.º) - 2017-18: 3.ª División (8.º) - 2018-19: 3.ª División (6.º) - 2019-20: 3.ª División (3.º) - 2020-21: 3.ª División (1.º) - 2021-22: 2.ª Federación (16.º) - 2022-23: 3.ª Federación (1.º) - 2023-24: 2.ª Federación (2.º) - 2024-25: 2.ª Federación (1.º) |

 - Ascenso 

 - Descenso
(a) compitió como Catalunya FC y no terminó la temporada, desapareciendo poco después.

### Clasificaciones en la Copa Cataluña
La reinstauración del antiguo campeonato regional catalán en la temporada 1983-84 en formato copero (a diferencia del antiguo Campeonato de Cataluña disputado entre 1903 y 1940) se hizo con el nombre de Copa Generalidad, primero oficiosamente, y desde la temporada 1989-90 con carácter oficial. En la temporada 1993-94 adoptó el actual nombre de Copa Cataluña.
El CE Europa ha tenido una actuación muy destacada en cuatro de las ediciones disputadas. En tres se alzó con el título (1996-97, 1997-98 y 2014-15) y en una cuarta alcanzó las semifinales (2023-24).
| - 1984: 1.ª ronda - 1985: 1.ª ronda - 1986: 1.ª ronda - 1987: No se clasificó - 1988: No se clasificó - 1989-90: 1/8 final - 1990-91: 1.ª ronda - 1991-92: 2.ª ronda - 1992-93: 2.ª ronda - 1993-94: No participó | - 1994-95: 1.ª ronda - 1995-96: 1.ª ronda - 1996-97: Campeón - 1997-98: Campeón - 1998-99: 2.ª ronda - 1999-2000: 2.ª ronda - 2000-01: 1/16 final - 2001-02: 1/16 final - 2002-03: 1/8 final - 2003-04: 1.ª ronda | - 2004-05: 3.ª ronda - 2005-06: No se clasificó - 2006-07: 1/8 final - 2007-08: 1.ª ronda - 2008-09: 2.ª ronda - 2009-10: No se clasificó - 2010-11: 1/8 final - 2011-12: 2.ª ronda - 2012-13: 1.ª ronda - 2013-14: 1.ª ronda | - 2014-15: Campeón - 2015-16: 1/8 final - 2016-17: 1.ª ronda - 2017-18: 2.ª ronda - 2018-19: 1.ª ronda - 2019-20: 1.ª ronda - 2020–2022: no disputada por la Covid-19 - 2022-23: 1/8 final - 2023-24: Semifinalista |

## Directiva

### Junta Directiva
Después de las elecciones del 23 de abril de 2023, la actual junta directiva del Club está formada por los siguientes miembros:
- Presidente: Hèctor Ibar Torras
- Vicepresidente 1.º: Vicenç Martí
- Vicepresidente 2.º: Àlex López
- Tesorero: Francesc Boada
- Secretario: Jordi Collell
- Vocal: Jordi Marí
- Vocal: Albert Tomàs
- Vocal: Jacobo Ocharan
- Vocal: Carles Mur
- Vocal: Ramón Armengol
- Vocal: Daniel Sánchez

## Presidentes
El CE Europa ha tenido un total de 35 presidentes, dos de los cuales repitieron mandato.
| - Rodolf Colell i Admetller (1907-11) - Francesc Ventura (1911-13) - Frederic Soler (1913-15) - Joan Matas i Ramis (1915-26) - Lluís Ollé i Tintoré (1926-27) - Domènec Colomé (1927-28) - Joan Matas i Ramis (1928-31) - Antoni Massoni (1931-32) - Francesc Sugot i Morell (1932-36) - Jaume Planas i Ferrer (1936-37) - Francesc Sugot i Morell (1937-41) - Rafel Andreu i Magri (1941-46) - Josep Vieta i Pros (1946-48) | - Miquel Iglesias i Puig (1948-53) - Ramon Capdevila i Carbó (1953-54) - Eusebi Martí i Mingot (1954-56) - Lluís Casacuberta i Armengol (1956-59) - Joan Pont i Anoll (1959-62) - Joan Zalacaín Lascorz (1962-64) - Josep Chover i Nolla (1964-65) - Diego Navarro Sánchez (1965-68) - Joan Lluís Nadal de Quadras (1968-71) - Francesc Hidalgo i Barriuso (1971-74) - Màrius de Boet i Robert (1974) - Francesc Tarruella (1974-75) - Joaquim Vieta i Anguera (1975) | - Bernardí Balagué i Batlles (1975-80) - Ferran Valverde i Giménez (1980-84) - Joaquim Canillo i Piñol (1984-86) - Jaume Martí (1986) - Josep Castro i Fernández (1986-95) - Joan Grases i Ventura (1995-98) - Josep Bartolí i Montoliu (1998-99) - Conrad Pugés i Rull (1999-2003) - Joan Josep Isern i Aranda (2003-07) - Guillaume de Bode (2007-17) - Víctor Martínez Izquierdo (2017-23) - Hèctor Ibar Torras (2023-) |

## Símbolos

### Escudo
El escudo actual, adecuadamente modernizado en sus formas y siglas, apareció por primera vez en 1915. Sustituía a un complejo escudo, en forma de olla, que representaba al Club desde su fundación en 1907. Su autor fue el pintor Jacint Olivé Font, que además fue jugador del Club en sus primeros años.
El escudo refleja dos de los objetos más característicos del fútbol, el balón y la portería. En su parte superior se han mantenido las tres franjas azules características de su primera camiseta (a rayas blancas y azules) que el Club utilizó hasta 1918.

### Himno
El CE Europa ha tenido tres himnos a lo largo de su historia, aunque los dos primeros tuvieron corta vida. En la temporada 1994-95, aprovechando que el Club reestrenaba su antiguo estadio, el Nou Sardenya, el club adoptó el himno actual, titulado Europa, sempre endavant! (en castellano: ¡Europa, siempre adelante!), obra del compositor Robert Baquero Tubau y escrito en 1995.

### Uniforme
Desde su fundación y durante una década, el CE Europa vistió uniforme a rayas verticales azules y blancas. En 1918 la camiseta pasó a ser totalmente blanca, con cuello azul. Esta equipación se mantuvo durante siete años. Puntualmente, en la temporada 1925-26 adoptó una indumentaria totalmente blanca.
En la temporada 1926-27 adoptó las que serían sus inconfundibles señas de identidad: camiseta blanca, con el característico escapulario azul, más pantalones azules. Aunque se desconoce el motivo de la incorporación del escapulario en el uniforme europeista, algunos historiadores apuntan que podría tratarse de una influencia del Birmingham City, equipo que visitó Barcelona durante los años 20.
La temporada 2007-08, conmemorativa del centenario del Club, la camiseta adoptó un diseño que combinaba el escapulario con el cuello azul de los primeros años.
Las medias fueron negras u oscuras hasta 1955 (hasta entonces todos los equipos las llevaban negras u oscuras, fuese cual fuese su indumentaria). Entre 1955 y 1961 se alternaron las medias blancas y negras/oscuras, siendo desde 1961 blancas sin interrupción. Desde la temporada 2007-08 han adoptado el color azul.
| 1907-18 | 1918-25 | 1925-26 | 1926-55 | 1955-61 | 1961-2007 | 2007-2008 | 2021-2022 |  |

- Uniforme titular: Camiseta blanca con escapulario azul, pantalón azul y medias azules
- Segundo uniforme: Camiseta amarilla con escapulario negro, pantalón negro y medias negras
- Tercer uniforme: Camiseta roja con escapulario negro, pantalón negro y medias negras

## Las instalaciones

### Nou Sardenya
El CE Europa juega sus partidos en el Nou Sardenya. El campo fue originalmente edificado en 1940 y totalmente reconstruido en 1995 sobre el antiguo. El recinto está ubicado en el barrio de Gràcia, entre las calles Cerdeña (de la cual tomó su nombre en catalán), Camelias y Pau Alsina. Tiene capacidad para 4.000 personas, césped artificial homologado por la FIFA y unas dimensiones de 100 x 63 metros.

### Camp de l'Àliga
Desde la temporada 2001-02 el CE Europa se hizo cargo de la gestión del Camp de l'Àliga (en castellano, Campo del Águila), terreno de juego de titularidad municipal construido en 1991. Este hecho permitió ampliar la escuela de fútbol y aumentar el número de equipos de fútbol base, funcionando como si de una mini-ciudad deportiva se tratase. Campo inicialmente de tierra, le fue instalado césped artificial en 2004.

### Campos históricos
Anteriormente, el club regentó varios campos en la ciudad de Barcelona. De todos ellos, el más importante y representativo fue el Campo del Guinardó.
- Entre 1907 y 1909 el primer terreno de juego estuvo ubicado en la calle Industria, cerca del Paseo de San Juan.
- En 1909 arrendó unos terrenos ubicados en la manzana entre las calles Mallorca, Sicilia, Provenza y Nápoles, al lado del Templo de la Sagrada Familia.
- En 1912 se trasladó no muy lejos: a la calle Marina, al otro lado del Templo de la Sagrada Familia.
- En 1919 se ubicó en un campo situado en la manzana entre las calles Industria, Cerdeña, San Antonio María Claret y Sicilia, en un estadio que disponía de una tribuna con capacidad para 3000 personas.
- En 1923 se trasladó a su histórico estadio de El Guinardó, también conocido como Campo de los Cuarteles, por estar ubicado al lado de un cuartel de la Guardia Civil, situado aproximadamente entre las calles de la Encarnación, Lepanto, Taxdirt (antes San Luis) y Alcalde de Móstoles (antes Marina).
- En 1931, con la desaparición del equipo profesional y en plena crisis, el Club se trasladó al Campo de los Quince, en el paseo del Mariscal Jofre (actualmente Av. de Borbón), un terreno mucho más modesto.
- En 1935 se traslada al campo a unos terrenos entre las calles Providencia y Cerdeña. Acabada la Guerra Civil Española el campo quedó totalmente inutilizado para la práctica del fútbol al convertirse en un desguace militar.
- Entre 1939 y 1940 el CE Europa tuvo que jugar de prestado en campos de otros equipos de la ciudad, como el FC Martinenc y la UE Sants, hasta inaugurarse el estadio de la calle Cerdeña, el 1 de diciembre de 1940.

## Datos del club

### Temporadas
- Temporadas en Primera División (3): 1928-29, 1929-30 y 1930-31
- Temporadas en Segunda División (6): 1931-32 (*), 1963-64 a 1967-68
- Temporadas en Segunda División B (1): 1994-95
- Temporadas en Segunda División RFEF (3): 2021-22, 2023-24, 2024-25
- Temporadas en Tercera División (58): 1951-52 a 1962-63, 1968-69 a 1973-74, 1977-78 a 1985-86, 1989-90 a 1993-94, 1995-96 a 2003-04 y 2005-06 a 2020-21
- Temporadas en Tercera División RFEF (1): 2022-23
- Temporadas en divisiones regionales (18): 1940-41 a 1950-51, 1974-75 a 1976-77, 1986-87 a 1988-89 y 2004-05
- Mejor puesto en la liga: 8.º (Primera división, temporada 1928-29)
- Peor puesto en la liga: 10.º (Primera división, temporada 1930-31)

(*) como Catalunya Futbol Club

## Jugadores y cuerpo técnico
La plantilla y el cuerpo técnico del primer equipo son los siguientes:

## Jugadores destacados[100]
| - Antonio Alcázar Alonso - Francesc Artizzu Llusià - Xavier Bonet - Joan Bordoy Cañellas - Manuel Cros Grau - Miquel Garrobé Fargas - Josep Julià Ribas - Cándido Mauricio Sánchez - Esteve Pelaó Gratacós - Joan Pellicer Palau - Pere Serra Andreu - Mariano Gonzalvo Falcón - Antoni Ramallets i Simón | - Zoltán Czibor Suhai - Josep Duró Beal - Josep Granés Pedro - Eulogio Martínez Ramiro - Rogeli Pàmpols Morer - Jaume Valls Roig - Laszi Kubala (hijo) - Josep Maria 'Pep' Rovira - Carles Capella Amills - Fco. Javier Martínez - Ventura Gómez Afán - Manolo Castillo | - Javier 'Mágico' Díaz Pons - Bartolomé 'Tintín' Márquez - Àlex Delmàs Clascà - Xavi Lucas - Àlex Cano Jiménez |

- Máximos goleadores en liga: Manuel Cros Grau, con 99 goles[104] y Jaume Valls Roig, con 64.
- Jugadores con más partidos de liga: Alex Cano Jiménez, con 425 partidos, Ventura Gómez Afán, con 383 partidos y Carles Capella Amills, con 363.

## Cronología de los entrenadores
| - Bonaventura Pelaó (1919-20) - Ralph Kirby (1920-24) - Bonaventura Pelaó (1924-26) - Karl Heinlein (1926-29) - Joan Bordoy (1929-30) - Karl Heinlein (1930) - Joan Bordoy (1930-31) - Cándido Mauricio (1931-32) - Amadeu Cartes (1932-34) - Càndid Mauricio (1934-39) - Esteve Pelaó (1939-40) - Cándido Mauricio (1940-42) - Paco Cifré (1942-43) - Josep Montserrat (1943-44) - Teodoro Mauri (1944-46) - Cándido Mauricio (1946-47) - Paco Cifré (1947-48) - Vicenç Saura (1948-49) - Joan Pellicer (1949) - Cristòfor Martí (1949-50) - Manel Cruz (1950-51) - Miquel Ibarra (1951-53) - Josep Maria G.ª Bancells (1953) - Manel Cruz (1953-54) - Francesc "Siscu" Betancourt (1954-55) - Perico Solé (1955-57) - Benito García (1957-58) - Julián Arcas (1958) - Marcel Domingo (1958) - Mario Anchisi (1958-59) - Joan Deprius (1959) - Miquel Gual (1959-60) - Jordi Benavent (1960-61) - Enric Bescós (1961) | - Josep Núñez (1961-63) - Juan Zambudio Velasco (1963-64) - Narcís Falcó (1964) - Gabriel Taltavull (1964-65) - Luis Cid, "Carriega" (1965-66) - Juan Navarro (1966-68) - José Núñez (1968-69) - Juan Navarro (1969-71) - Joaquim Carreras (1971-72) - Carles Farrés (1972) - Gerard Gatell (1972) - Antoni Argilès (1972-73) - Pepe Rincón (1973-74) - Fernando Argila (1974) - Gerard Gatell (1974-75) - Lluís Muñoz (1975-76) - Antoni Lagunas (1976) - Josep Monfort (1976-77) - Alfred Matamala (1977-78) - Tomàs Barris (1978-79) - Díaz Dagoraz (1979-80) - Alfred Vera (1980) - Gerard Gatell (1980) - Joan Navarro (1980-81) - Pepe Rincón (1981) - Alfred Vera (1981) - Antonio Jesús López Cirauqui (1981) - Waldo Ramos (1981) - Antoni Celdrán (1981-82) - Jordi Solsona (1982-84) - Fernando Valverde (1984) - Jordi Muntané (1984) - Paco Martínez Bonachera (1984-85) | - Manuel Rodríguez, 'Rodri' (1985) - Antoni Lagunas (1985-86) - Julià Garcia (1986) - Pau Sahún (1986) - Jordi Muntané (1986-87) - Carles Anglès (1987-90) - Martí Alavedra (1990-91) - Juanito Blázquez (1991) - Rodri Artero (1991-92) - Carlos Pacheco (1992) - Antoni Muñoz (1992-93) - Alfons Gallardo (1993) - Josep Maria Rovira (1993-95) - Osman Bendezú (1995) - Josep Moratalla (1995-97) - Tintín Márquez (1997-98) - Albert Roca (1998-99) - Juan Moscoso (1999-2001) - Alfons Gallardo (2001-02) - Miquel Corominas (2002-03) - Juan Moscoso (2003-04) - Josep Moratalla (2004-06) - Manuel Márquez Roca (2006-07) - José Ángel Valero (2007-09) - Pedro Dólera Corpas (2009-15) - Albert Poch (2015-16) - Joan Esteva (2016-18) - Ramon Gatell (2018) - David Vilajoana (2018-22) - Gerard Albadalejo (2022) - Ignasi Senabre (2022-24) - Aday Benítez (2024) - Alberto González (2024) - Aday Benítez (2025–actualidad) |

## Femenino
Desde 2001 el CE Europa tiene un equipo de fútbol femenino y en años posteriores fue estructurando sus equipos de fútbol base. Actualmente juega en la Primera Federación Iberdrola, segunda máxima categoría de la Liga Femenina Española.
Su primer equipo ha jugado en Segunda División desde la temporada 2004-05, con un descenso puntual en la temporada 2012-13 del que logró rehacerse un año después.
En 2021 el equipo logró el ascenso de Primera Nacional Femenina a Tercera Federación Femenina. Un año más tarde, tras su primera temporada en esta categoría, consiguieron quedar segundas en la tabla y eso les permitió jugar (y ganar) el playoff de ascenso contra el Levante Fútbol Club "B" para sumar el segundo ascenso consecutivo y hacerse con una plaza en la segunda máxima división del fútbol femenino español.

## Fútbol base

### Fútbol base y escuela de fútbol
Los primeros pasos del fútbol base se remontan a 1991, cuando se creó una escuela de fútbol inicialmente separada del Club. Dados los buenos resultados deportivos y económicos, la escuela se incorporó al Club tres años más tarde. El estreno del Nou Sardenya en 1995, la utilización del Camp de l'Àliga a partir de 2001 y la instalación de césped artificial en este último en 2004 favorecieron el progresivo crecimiento del fútbol base del Club, tanto en número de equipos y jugadores, como en ascensos en todas las categorías.
Actualmente el CE Europa mantiene un total de 46 equipos en su infraestructura deportiva -incluyendo los primeros equipos masculino y femenino. De todos ellos, 16 están inscritos a nombre de la Fundació Privada Esportiva Europa, fundación vinculada al Club, sin que eso suponga diferencia de funcionamiento alguno.

### Filial
En 2002 el Europa llegó a un acuerdo de colaboración con la Unió Esportiva Caprabo, de la Primera regional catalana, que se convirtió en filial del club escapulado a partir de la temporada 2002-03. El club pasó a llamarse UE Caprabo Europa B, pero conservando sus colores y distintivos propios.
Su mayor éxito llegó en la temporada 2005-06 cuando consiguió el ascenso a Primera Catalana, quinta categoría de la liga española en Cataluña. Si bien estaba previsto que el club se integrase definitivamente en el CE Europa a lo largo de la temporada 2006-07, finalmente no fue así y al término que esa campaña, que terminó con el descenso de categoría, se rompió el vínculo de colaboración. Poco después, la UE Caprabo fue absorbida por el Josep Maria Gené AE.
En la temporada 2012-13 nació el Club Esportiu Europa B. Un nuevo equipo filial, esta vez directamente gestionado por el Club. El equipo empezó a competir desde la Cuarta Catalana, la categoría más baja del fútbol catalán.
En 2014 el filial consiguió su primer ascenso al lograr su promoción a Tercera Catalana, un año después el equipo hiló su segunda subida de categoría al ascender a Segunda Catalana, categoría en la que permaneció hasta 2022, alcanzado la Primera Catalana, por entonces la máxima competición del fútbol regional en Cataluña. 
En 2023 el filial escapulado logró ser uno de los 16 equipos fundadores de la nueva Lliga Elit, categoría que se convirtió en la máxima división del fútbol catalán a partir del ciclo futbolístico 2023-24. El 20 de abril de 2024 el segundo equipo del club escapulado consiguió su ascenso a Tercera Federación, por lo que debutará en categoría nacional en la temporada 2024-25.

#### Clasificaciones equipo filial
| - 2012-13: Cuarta Catalana, Grupo 18 (2.º) - 2013-14: Cuarta Catalana, Grupo 17 (1.º) - 2014-15: Tercera Catalana, Grupo 10 (2.º) - 2015-16: Segunda Catalana, Grupo 2 (9.º) | - 2016-17: Segunda Catalana, Grupo 2 (5.º) - 2017-18: Segunda Catalana, Grupo 2 (4.º) - 2018-19: Segunda Catalana, Grupo 2 (5.º) - 2019-20: Segunda Catalana, Grupo 2 (6.º) | - 2020-21: Segunda Catalana, Grupo 2B (1.º) - 2021-22: Segunda Catalana, Grupo 5 (1.º) - 2022-23: Primera Catalana, Grupo 3 (5.º) - 2023-24: Lliga Elit (1.º) |

### Juvenil
El fútbol base del CE Europa logró su mayor éxito la temporada 1995-96 cuando, después de dos ascensos consecutivos, logró situar a su equipo Juvenil A en la máxima categoría, la División de Honor. Desde entonces el juvenil europeísta ha militado entre esta categoría y la Liga Nacional.

## Otras secciones
En los años 20 el Club era una entidad netamente polideportiva, ya que la práctica deportiva era totalmente amateur y los deportistas podían jugar más de un deporte. De esta época son las secciones de atletismo (hacia 1920), baloncesto (1922) y hockey (1925). La sección atlética destacó especialmente en los competiciones de Cross, logrando entre otros galardones un campeonato de Cataluña. También acogió una sección de rugby (1930), la más efímera de todas sus secciones.
Precisamente el CE Europa jugó el primer partido de baloncesto que se disputó en España: fue el 8 de diciembre de 1922, venciendo al Laietà BC por 8 a 2. Fue uno de los mejores conjuntos del momento, ganando el Campeonato de Cataluña en dos ocasiones (1924 y 1926).
La crisis que asoló al Club en 1931 hizo que todas las secciones desaparecieran, convirtiéndose en una entidad puramente futbolística. El carácter polideportivo del Club se recuperó temporalmente a finales del siglo XX, cuando se recuperó la sección de baloncesto y se creó la sección de fútbol sala, aunque ambas secciones desaparecieron nuevamente al cabo de unos años.

## Palmarés

### Torneos nacionales
- Subcampeón de la Copa de España (Copa del Rey) (1): 1923
- Tercera División (3): 1962, 1963 y 2021
- Tercera Federación (1): 2023
- Subcampeón Tercera División (1): 1996

### Torneos regionales
- Campeonato de Cataluña (1): 1923
- Subcampeón del Campeonato de Cataluña (6): 1921, 1922, 1924, 1927, 1928 y 1929
- Campeonato de Cataluña de segunda categoría (1): 1919
- Subcampeón del Campeonato de Cataluña de segunda categoría (6): 1912, 1914, 1915, 1916, 1937 y 1940
- Campeonato de Cataluña de tercera categoría (2): 1918 y 1934
- Copa Cataluña (3): 1997, 1998 y 2015
- Campeonato en categorías regionales (3): 1943, 1951 y 1977
- Subcampeón en categorías regionales (2): 1989 y 2005
- Copa Presidente (1): 1944[114]

### eSports
- 1 Liga nacional Campeonato de España - Superliga A VPG, 2025
- 1 Liga Primera División nacional VFO, 2023
- 1 Liga Primera División Campeonato de España VPG, 2023
- 2 Ligas Primera División nacional VPL, 2022 y 2023
- 1 Liga Conferencia Poseidón, 2024
- 2 Copa nacional de España VFO, 2022 y 2023
- 1 Copa VPL 2023
- 1 Liga nacional de 4 División VFO en 2021
- 1 Liga Tercera División europea VPG, 2020
- 1 Supercopa nacional de Catalunya, 2022

### Torneos amistosos
- Trofeo Vila de Gràcia (11): 1996, 2000, 2002, 2003, 2004, 2005, 2010, 2013, 2016, 2018 y 2019
- Trofeo Moscardó (2): 1959 y 1963
- Subcampeón del Trofeo Moscardó (1): 1971
- Trofeo Nicolás Brondo (1): 1968
- Trofeo Ciudad de Hospitalet (1): 1980
- Torneo Históricos del Fútbol Catalán (1): 2010
- Subcampeón Torneo Históricos del Fútbol Catalán (2): 1985 y 1993

### Baloncesto
- Campeonato de Cataluña de Baloncesto (2): 1924 y 1926

## Trofeo Vila de Gràcia
El trofeo es un torneo amistoso organizado anualmente por el Club desde la temporada 1995-96 en su estadio. Se juega a partido único entre el primer equipo del CE Europa y un equipo invitado.
Generalmente se juega el 15 de agosto, coincidiendo con la Fiesta Mayor de Gracia, y suele dar comienzo a la temporada del Club.

## Peñas y masa social
Actualmente el CE Europa goza de cinco peñas oficiales:
- Agrupació Europeista. Fundada en 1948, aunque desde 1932 ya eran un grupo consolidado. Se dedica a seguir al equipo en las salidas. Su presidente es Tomàs Santiago y tiene 55 socios.
- Grup Europeista Pep Rovira. Oficialmente fundada en marzo de 1980, su génesis se remonta a la vigilia de Reyes del mismo año. Lleva el nombre del portero del equipo en los años 1970 Josep Maria "Pep" Rovira. Se dedica a seguir al equipo en las salidas y debatir sobre la actualidad del Club. Su presidente es Antoni Ponsa y tiene 50 socios.
- Caliu Gracienc. Constituida oficialmente en noviembre de 1996, tiene sus orígenes en la promoción de ascenso a Segunda B jugada en la temporada 1993-94 cuando unos cuantos jóvenes seguidores empezaron a desplazarse para animar al equipo. Sus miembros animan al primer equipo en el Nou Sardenya desde la grada de gol y colaboran en tareas de entreno del fútbol base. La peña edita mensualmente un boletín, La Veu del Caliu.[116] Y cada temporada colabora en el patrocinio del torneo Torneig Caliu Gracienc, que desde 2003 inicia la temporada del equipo femenino.[117] Su presidente es Albert Pujol y tiene 100 socios.[118] Tienen su propia página web.
- Torcida Escapulada. Fundada en 2002 a raíz de la fusión de dos peñas anteriores, la Penya Escapulada y la Penya Torcida. Se dedica a la animación del equipo desde el lateral del estadio a base de ritmos brasileños, así como a otros equipos del fútbol base. Su presidente es Oleguer Olivé y tiene 69 socios.[119] Tienen su propia página web.
- Penya Cava. Fundada en septiembre de 2013, su nombre completo es Associació Esportiva i Cultural Cavallers Europeistes. Su presidente es Pedro Giménez y tiene unos 20 socios.[120]

## Rivalidades
Desde la segunda mitad de la década del 2000 el Club Esportiu Europa mantiene una fuerte rivalidad con la Unió Esportiva Sant Andreu, ya que se han convertido en los dos clubes principales de los antiguos municipios de Barcelona, el partido es conocido en catalán como el Derbi del Pla de Barcelona (Derbi del Llano de Barcelona) o La Vila contra el Poble, debido al hecho de que ambos equipos representan a la antigua Villa de Gracia y al anterior pueblo de San Andrés de Palomar. Durante la década del 2020, coincidiendo con el nuevo auge de ambos clubes tras sus respectivos ascensos a la Segunda Federación, la rivalidad comenzó a generar mayor protagonismo mediático y barrial, llegando a presentarse incluso algunos enfrentamientos durante los partidos entre ambos equipos. Aunque, a diferencia de otras rivalidades futbolísticas españolas, en este caso no existen enfrentamientos de calado político entre las aficiones, ya que los grupos de animación de los dos equipos tienen un pensamiento ideológico próximo a la izquierda independentista catalana, sin embargo, ambas pugnan por convertirse en el referente deportivo de esta ideología.
Históricamente el Club Esportiu Europa también ha tenido rivalidades con otros equipos de su entorno, especialmente contra la Unió Esportiva de Sants, otro equipo histórico de Barcelona con el que compartió categoría durante muchos años, aunque desde la década de 2020 ambos equipos han entrado en una brecha competitiva que ha generado que ese partido se dispute en pocas ocasiones. El Europa también mantiene pequeñas rivalidades contra la Unió Atlètica d'Horta y el Futbol Club Martinenc, equipos de barrios próximos a la Villa de Gracia.

## Reconocimientos institucionales
- Placa de plata de la Real Orden del Mérito Deportivo, concedida por el Consejo Superior de Deportes (2007)
- Premio Creu de Sant Jordi, concedida por la Generalidad de Cataluña (2007)
- Medalla de Oro de la Ciudad, concedida por el Ayuntamiento de Barcelona (2007)

## Medios de comunicación
A lo largo de su historia el CE Europa ha tenido publicaciones de carácter oficial, principalmente boletines en papel, publicados desde los años 50 hasta hoy día. Desde 2001 el Club ha vertebrado una red de medios de comunicación de acuerdo con la revolución impuesta por la llegada de las nuevas tecnologías.

### Página web
La Web oficial del Club fue inaugurada el 11 de noviembre de 2001. Desde el 22 de marzo de 2007 funciona, también, con el dominio Punto cat.

### L'Escapvlat
L'Escapvlat (en castellano, El Escapulado) es la publicación oficial del Club. Se publica desde febrero de 2010 y es de periodicidad mensual. Trata única y exclusivamente de aspectos relacionados con el Club y se reparte de forma gratuita entre los socios y aficionados de la entidad los días de partido, habitualmente los domingos. Recibe su nombre de la manera con la que se conoce popularmente al equipo —escapulados— por el diseño de su camiseta: blanca, con una uve en el pecho.

### Nuevas tecnologías
Otros medios de comunicación en línea,  Europa TV (inaugurado en 2003) y Europa Ràdio (2008), desaparecieron ante la eclosión de las nuevas tecnologías de comunicación más recientes: Facebook y Twitter, habitualmente utilizadas por el Club.

## Fundació Privada Esportiva Europa
La Fundació Privada Esportiva Europa (en castellano, Fundación Privada Deportiva Europa) es una entidad vinculada al CE Europa sin ánimo de lucro, destinada a la promoción social del Club. Fue creada el 10 de septiembre del 2003. Tiene su sede y oficinas en el Camp de l'Àliga (Plaça Alfonso Comín, s/n), segundo terreno de juego de la entidad. Su presidente actual es Joan Josep Isern.
En la Fundación se promueven diferentes actividades relacionadas con el deporte:
- Promover y dar a conocer programas de inserción social
- Concesión de becas deportivas a familias sin recursos
- Apoyar con el nombre y material del CE Europa diferentes equipos deportivos de carácter integrador y desarrollador de las capacidades personales
- Participación en el mantenimiento y crecimiento del fútbol base del Club

Parte de los equipos del fútbol base del Club están inscritos a nombre de la Fundación, básicamente los equipos de la Escuela de Fútbol y las diferentes categorías de Fútbol 7 masculino y femenino.